# ويليام لويد هويت
ويليام لويد هويت هو محامي وقاضي كندي، ولد في 13 سبتمبر 1930 في سانت جون في كندا.